# Classazione
La classazione è la disposizione dei granuli minerali, o litoidi, costituenti un sedimento clastico, in poche classi granulometriche riferite a quella più rappresentata, che viene detta modale. Lo stato di classazione di un sedimento o di una roccia clastica dipende dalle modalità con cui sono avvenuti il trasporto e la sedimentazione nei diversi ambienti sedimentari, e viene espresso mediante opportuni parametri.